# Rodrigo Torres Alvarado
Rodrigo Elías Torres Alvarado (Santiago, 28 de abril de 1952) es un musicólogo, etnomusicólogo y catedrático de universidad chileno. Ha realizado investigaciones sobre la música folclórica y música popular en Chile y América Latina. En el campo de las publicaciones musicales ha participado en varios proyectos individuales y colectivos  —artículos, libros, discos y video documentales—, y ha sido integrante de los comités editoriales de Revista Musical Chilena, Revista Resonancias y Comité de Publicaciones de la Sociedad Chilena de Autores e Intérpretes Musicales (SCD).

## Biografía

### Familia y estudios
Rodrigo Torres Alvarado es hijo del arquitecto y urbanista Jerónimo Torres Campos y de Norma Alvarado Montecinos, hija del mayor del Ejército de Chile, Manuel Alvarado Escorza, primer guardaparque del país y administrador de la Reserva Nacional Malleco (1914-1930).
Cursó la enseñanza básica en la Escuela Pedro Quintana Mansilla de Coyhaique, mientras que sus estudios secundarios los realizó en el Instituto Nacional de Santiago. Ingresó posteriormente a estudiar Arquitectura en la Universidad de Chile, para luego cambiarse a la Licenciatura en Musicología en la misma universidad, titulándose en 1983.
Continuó su formación especializándose en musicología en Chile y España, y en etnomusicología en Francia.

### Trayectoria profesional
En los años 1980 participó como investigador en el Centro de Indagación y Expresión Cultural y Artística (CENECA). Actualmente es profesor asociado e investigador en el Departamento de Música de la Facultad de Artes de la Universidad de Chile. Ha desarrollado tareas institucionales como la formación, coordinación y dirección del programa de magíster en musicología, la creación del Centro de Documentación e Investigación Musical (CEDIM) y la reorganización del Archivo Sonoro de Música Tradicional, del que es su director. 
Su trabajo de investigación se ha orientado a la música de Chile en el siglo XX, principalmente al estudio de tradiciones y movimientos de la música popular urbana. Es autor, coautor y editor de artículos, libros, discos y video documentales. Entre ellos, «Presencia de Gabriela Mistral y Pablo Neruda en la música chilena»; «Perfil de la creación musical en la nueva canción chilena desde sus orígenes hasta 1973»; «Violeta Parra. Composiciones para guitarra»; «Víctor Jara. Obra musical completa»; «Música de la Isla de Pascua (disco)»; los video documentales «Prontuario de Roberto Parra» y «La cueca brava de Nano Núñez. Bitácora de Los Chileneros», entre otras materias de estudio.
Desde 2013 trabaja en equipos de investigación interdisciplinaria sobre migraciones latinoamericanas en Chile, estudiando experiencias artísticas y musicales en estos contextos, y participando en proyectos como «Las músicas nómades: lugares, producción y escucha de los inmigrantes» realizado por el Núcleo Vidas Cotidianas en Emergencia (2013-2015) y «El mundo de las músicas inmigrantes latinoamericanas en Chile: identidades, sociabilidades y mestizajes culturales» (FONDECYT regular 2014-2017), dirigido por la profesora Marisol Facuse.
Complementariamente realiza actividades en el campo de la documentación y difusión del patrimonio musical, participando en la gestión de archivos y centros de documentación musicales y en la edición de publicaciones especializadas.

## Publicaciones

### Libros, capítulos y monografías
- Perfil de la creación musical en la Nueva Canción Chilena. Rodrigo Torres. CENECA, 1980.
- La canción popular chilena (1973–1979). Carlos Catalán, Luis Mella, Anny Rivera, Rodrigo Torres. CENECA, 1980.
- El canto poblacional. Anny Rivera, Rodrigo Torres. CENECA. 1981.
- Cultura y recolección folklórica en Chile. Carlos Catalán, Jaime Chamorro, Rodrigo Torres. CENECA. 1983.
- Presencia de Gabriela Mistral y Pablo Neruda en la música chilena. Rodrigo Torres Alvarado y Luis Merino Montero. Tesis de Licenciatura en Musicología, Facultad de Artes, Universidad de Chile, 1983. 367 págs.
- Memorial de la Asociación Nacional de Compositores (1936–1986). Rodrigo Torres. Barcelona. 1988. 129 pp.
- Música y autoritarismo en Chile (1973–1990). Crónica de una convivencia conflictiva. En Políticas culturales en dictadura. Fondo de Cultura Económica. 1993. pp. 197–220.
- Violeta Parra. Composiciones para guitarra. Transcripciones por Olivia Concha, Rodolfo Norambuena, Rodrigo Torres y Mauricio Valdebenito. Santiago: Editorial Universitaria S.A., 1993.
- Víctor Jara. Obra musical completa. Claudio Acevedo, José Seves, Mauricio Valdebenito, Rodolfo Norambuena, Rodrigo Torres. Fundación Víctor Jara. 1996. 360 págs. Segunda edición: Fundación Víctor Jara. 2016.
- Hernán Núñez. Poesía popular y cuecas. Luis Advis, Rodrigo Torres. Sociedad Chilena del Derecho de Autor. 1997. 96 págs.
- Música popular en América Latina. Rodrigo Torres. FONDART. 1999. 433 págs. ISBN 9562881717.
- Músicas populares, memoria y nación. Rodrigo Torres. En Identidades culturales en América Latina. Santiago: LOM – Universidad de Santiago, 1999.
- Cueca, cuequeros et société à Santiago (Chile) au XXème siècle. Tesis de diplôme d'études approfondies (DEA) en etnomusicología, Université Paris VIII – Saint-Denis, 2001. 186 págs. Dirección: Rosalia Martinez.
- El arte de cuequear: identidad y memoria del arrabal chileno. En Revisitando Chile: Identidades, mitos e historias, colaboración de Rodrigo Torres Alvarado. Sonia Montecino (autora). Santiago: Cuadernos Bicentenario, Presidencia de la República de Chile, 2003, pp. 149–157. ISBN 956-7892-02-4 / ISBN 978-9567892020.
- Mi gran cueca. Hernán Núñez Oyarce, Rodrigo Torres Alvarado. Santiago: FONDART, 2005. 191 págs.
- Aires tradicionales y folclóricos de Chile (2.ª edición). Rodrigo Torres (ed.). Santiago: Universidad de Chile, Facultad de Artes, Centro de Documentación e Investigación Musical, 2005. 94 págs., con reproducción discográfica. Publicado en Revista Musical Chilena. ISSN 0716-2790.
- Clásicos de la música popular chilena, 1960–1973. Vol. III. Luis Advis, Alejandro Guarello, Rodrigo Torres. Santiago: SCD – Ediciones UC, 2010. 299 págs. ISBN 978-956-141-152-4.
- Prácticas sociales de la música en Chile, 1810–1855: el advenimiento de la modernidad en la cultura del país. Luis Merino, Rodrigo Torres, Cristián Guerra, Guillermo Marchant. Santiago de Chile: RIL editores, 2013. 236 pp. ISBN 978-956-284-913-5.
- Singing Difference: Violeta Parra and Chilean Song. En A Latin American Music Reader: Views from the South, eds. Javier F. León y Helena Simonett. University of Illinois Press, 2016, pp. 258–278. ISBN 978-0-252-08092-9.
- Zamacuecas de papel. José Manuel Izquierdo König, Laura Jordán González, Rodrigo Torres Alvarado. Santiago de Chile: Consejo Nacional de la Cultura y las Artes, 2016, 147 pp. ISBN 978-956-368-093-5.
- Catálogo razonado. Centro de Documentación e Investigación Musical (CEDIM). Fernanda Vera Malhue, Carla Molina Acevedo, Catalina Sentís Acuña, Rodrigo Torres Alvarado. Facultad de Artes, Departamento de Música, Universidad de Chile. Santiago, 2024. ISBN 978-956-420-760-5. Formato digital (PDF).

### Artículos académicos
- Catálogo de la obra musical de Gustavo Becerra-Schmidt. Rodrigo Torres Alvarado. Universidad de Chile, en Revista musical chilena, año 39, n.º 164 (julio-diciembre), 1985, pp. 16–51. ISSN 0716-2790.
- Creación musical e identidad cultural en América Latina: Foro de Compositores del Cono Sur. Rodrigo Torres. Universidad de Chile, en Revista musical chilena, vol. 42, n.º 169, enero-junio de 1988, pp. 58–85. ISSN 0716-2790.
- Gabriela Mistral y la creación musical en Chile. Rodrigo Torres. Universidad de Chile, Facultad de Artes y Humanidades, Departamento de Música. Revista musical chilena, Año 43, N.º 171 (enero-junio), 1989, pp. 42–106. ISSN 0716-2790.
- Calló su voz, mas no su canto. Rodrigo Torres Alvarado. Revista Musical Chilena, Vol. 52, N.º 190 (julio–diciembre), Facultad de Artes, Universidad de Chile, 1998. ISSN 0717-6252.
- Intensidad & Altura. Rodrigo Torres Alvarado. Revista Musical Chilena, Vol. 52, N.º 190 (julio–diciembre), Universidad de Chile, 1998, pp. 107–108. ISSN 0717-6252.
- Cantar la diferencia. Violeta Parra y la canción chilena. Rodrigo Torres Alvarado. Revista Musical Chilena, Año LVIII, N.º 201 (enero–junio), Universidad de Chile, 2004, pp. 53–73. ISSN 0717-6252.
- Catálogo de las obras musicales de Cirilo Vila Castro. Rodrigo Torres Alvarado. Revista Musical Chilena, Vol. 59, N.º 203 (enero–junio), Universidad de Chile, 2005. Incluye fragmentos de audio. ISSN 0717-6252.
- Zamacueca a toda orquesta. Música popular, espectáculo público y orden republicano en Chile (1820–1860). Rodrigo Torres Alvarado. Revista Musical Chilena, Vol. 62, N.º 209 (enero–junio), Universidad de Chile, 2008, pp. 5–27. ISSN 0717-6252.
- Músicas inmigrantes latinoamericanas en Santiago de Chile: el caso de la escena musical peruana. Marisol Facuse Muñoz, Rodrigo Torres Alvarado. Revista Musical Chilena, Vol. 71, N.º 227 (enero–junio), Universidad de Chile, 2017, pp. 11–47. ISSN 0717-6252.
- Las músicas migrantes latinoamericanas en Chile: identidades diaspóricas y mestizajes culturales. Marisol Facuse Muñoz, Rodrigo Torres Alvarado. Revista Hallazgos, Universidad Santo Tomás (Colombia), Vol. 15, N.º 29 (enero–junio), 2018, pp. 111–132. ISSN 1794-3841.
- Paper Zamacuecas: Questioning a nineteenth century dance from the musical score. Laura Jordán González, José Manuel Izquierdo König, Rodrigo Torres Alvarado. Latin American Music Review, University of Texas Press, Vol. 40, N.º 1 (Spring/Summer), 2019, pp. 32–58. ISSN 0163-0350.
- La cuestión de la autenticidad en las músicas migrantes: desplazamientos y controversias en el espacio transnacional. Marisol Facuse Muñoz, Ignacio Rivera Volosky, Rodrigo Torres Alvarado. El Oído Pensante, Instituto de Ciencias Antropológicas, Facultad de Filosofía y Letras, Universidad de Buenos Aires (Argentina), Vol. 10, N.º 2, 2022, pp. 29–56. ISSN-e 2250-7116.

### Reseñas, entrevistas y reflexiones
- Andrés Alcalde: un nuevo compositor chileno. Revista Musical Chilena, Facultad de Artes, Universidad de Chile, Vol. 32, N.º 142-144 (abril-diciembre), 1978, pp. 113–124. ISSN 0716-2790.
- Francisco Curt Lange. Historia da Música na Capitania Geral Das Minas Gerais. Vol. III. Rodrigo Torres Alvarado. Revista Musical Chilena, Vol. 38, N.º 161, Universidad de Chile, 1984, pp. 86–88. ISSN 0717-6552.
- A Luigi Nono. Rodrigo Torres Alvarado. Revista Musical Chilena, Vol. 44, N.º 173 (enero–junio), Universidad de Chile, 1990, pp. 122–123. ISSN 0717-6252.
- Olivier Messiaen, un abridor de mundos: entrevista a Cirilo Vila. Revista Musical Chilena, Facultad de Artes, Universidad de Chile, Vol. 46, N.º 178 (julio-diciembre), 1992, pp. 101–108. ISSN 0716-2790.
- Margot Loyola. Siempre Margot. Rodrigo Torres Alvarado. Revista Musical Chilena, Universidad de Chile, Vol. 46, N.º 178 (julio-diciembre), 1992, pp. 128–129. ISSN 0716-2790.
- Cantos del Amor Mistraliano. Rodrigo Torres. Universidad de Chile. Revista musical chilena, Vol. 46, N.º 178 (julio-diciembre), 1992, pp. 129–130. ISSN 0716-2790.
- Ecos del fervor evangelizador: un misionero bávaro en el sur del mundo. Rodrigo Torres Alvarado. Revista Musical Chilena, Vol. 52, N.º 190 (julio–diciembre), Universidad de Chile, 1998, pp. 104–105. Reseña del libro 19 canciones misionales en mapudúngún contenidas en el Chilidúgú (1777) del misionero jesuita Bernardo de Havestadt (1714–1781), de Víctor Rondón. ISSN 0717-6252.
- Música e Investigación. Revista del Instituto Nacional de Musicología "Carlos Vega". Rodrigo Torres Alvarado. Revista Musical Chilena, Vol. 52, N.º 190, Universidad de Chile, 1998, pp. 106–107. Reseña de la revista homónima publicada en Argentina por el Instituto de Investigación Musicológica “Carlos Vega” de la Facultad de Artes y Ciencias Musicales de la Pontificia Universidad Católica Argentina (UCA). ISSN 0717-6552.
- Música chilena para guitarra. Rodrigo Torres Alvarado. Revista Musical Chilena, Vol. 52, N.º 190, Universidad de Chile, 1998, p. 119. Reseña del disco compacto (DDD) Música chilena para guitarra de Mauricio Valdebenito (FONDART, 1998). ISSN 0716-2790.
- Música popular chilena (1906–1930). Rodrigo Torres Alvarado. Revista Musical Chilena, Vol. 52, N.º 190 (julio–diciembre), Universidad de Chile, 1998, pp. 120–121. ISSN 0717-6252. Reseña del disco compacto homónimo publicado por FONDART y DIBAM en 1997.
- Poliedro. Música de cámara contemporánea. Rodrigo Torres Alvarado. Resonancias: Revista de investigación musical, Pontificia Universidad Católica de Chile, Vol. 6, N.º 10, mayo 2002, pp. 85–87. ISSN 0717-3474.
- Navegaciones y regresos: Entrevista al maestro Cirilo Vila, Premio Nacional de Arte 2004. Rodrigo Torres Alvarado. Revista Musical Chilena, Vol. 59, N.º 203 (enero–junio), Universidad de Chile, 2005. Incluye fragmentos de audio. ISSN 0717-6252.
- Tribuna: Situación de las músicas tradicionales en Chile. Rodrigo Torres Alvarado. Resonancias: Revista de investigación musical, Pontificia Universidad Católica de Chile, Vol. 11, N.º 21, 2007, p. 15. ISSN 0717-3474.
- Tribuna: Arte y Sonido, perspectivas contemporáneas. Rodrigo Torres Alvarado. Resonancias: Revista de investigación musical, Pontificia Universidad Católica de Chile, Vol. 13, N.º 25, 2009, p. 5. ISSN 0717-3474.

### Discos y documentales
- Música de la Isla de Pascua. Producción discográfica que explora las tradiciones musicales de Rapa Nui. Serie Música Vernácula, Sección de Musicología, Facultad de Artes, Universidad de Chile. Incluye una selección de 32 cantos tradicionales recopilados por el investigador Ramón Campbell. Chile, 1997.
- Prontuario de Roberto Parra. Video documental que aborda la vida y obra del músico chileno Roberto Parra. Dirección: Ximena Arrieta y Hermann Mondaca. Guión: Ximena Arrieta y Rodrigo Torres. Chile, 1996. Duración: 47 min.
- La cueca brava de Nano Núñez. Documental que analiza el legado cuequero de Los Chileneros. Dirección: Mario Rojas. Con comentarios del musicólogo Rodrigo Torres. Chile, 1999. Duración: 45 min.
- Zurcir los Millar. Cortometraje documental dirigido por Leonardo Cabezas. Dirección de fotografía: Rodrigo Torres Alvarado. Chile, 2023. Duración: 20 min.